# Associação das Escolas de Samba da Cidade do Rio de Janeiro
A Associação das Escolas de Samba da Cidade do Rio de Janeiro (AESCRJ) foi uma associação das escolas de samba da cidade do Rio de Janeiro, sediada no bairro do Méier, Zona Norte da cidade. Já administrou diversos grupos, inclusive o atual Grupo Especial. Até 2013 administrava os grupos B, C,  D e E, que equivalem à terceira, quarta e quinta e sexta divisões do Carnaval Carioca, respectivamente. Também organizava o Desfile das Campeãs desses grupos.

## História
A Associação das Escolas de Samba da Cidade do Rio de Janeiro foi fundada no dia 5 de março de 1952, a partir da fusão da UGESB e da FBES. A partir de 1953, os desfiles de todos os grupos eram administrados pela entidade. Inclusive, com a sua fundação, pela primeira vez houve uma separação de grupos com ascensão e rebaixamento entre eles.
Em 1984, houve a primeira derrocada, quando dirigentes insatisfeitos com o rumo da entidade, decidiram fundar a LIESA. Em 1995, houve uma tentativa de separar as escolas do Grupo de acesso A da AESCRJ, com a criação da LIESGA, sendo a proposta de criar uma entidade vinculada à LIESA, ambas presididas por Paulo de Almeida, o que não deu certo. A LIESGA durou apenas um carnaval - no ano de 1995. Suas escolas foram reabsorvidas pela AESCRJ posteriormente.
No dia 15 de julho de 2008, sete presidentes de agremiações do Grupo de acesso A decidiram fundar a LESGA, que passou a administrar o grupo de acesso, criando assim uma nova dissidência. Em 2010, a LESGA aumentou de tamanho com a filiação das escolas do Grupo Rio de Janeiro 1 (Grupo B, então terceira divisão), que agora voltar a ser Grupo de acesso B, passa a organizar os desfiles dos grupos de acesso. A AESCRJ passou a administrar somente os grupos C, D e E (quarta, quinta e sexta divisões).
Comandada então por Walter Teixeira da Silva, sua administração foi alvo de graves insatisfações por parte das escolas filiadas, e devido à crise que gerou a criação da LESGA, as escolas que permaneceram filiadas, exigiram a sua renúncia, o que por fim aconteceu. Em seu lugar, foi eleito Zezinho Orelha.

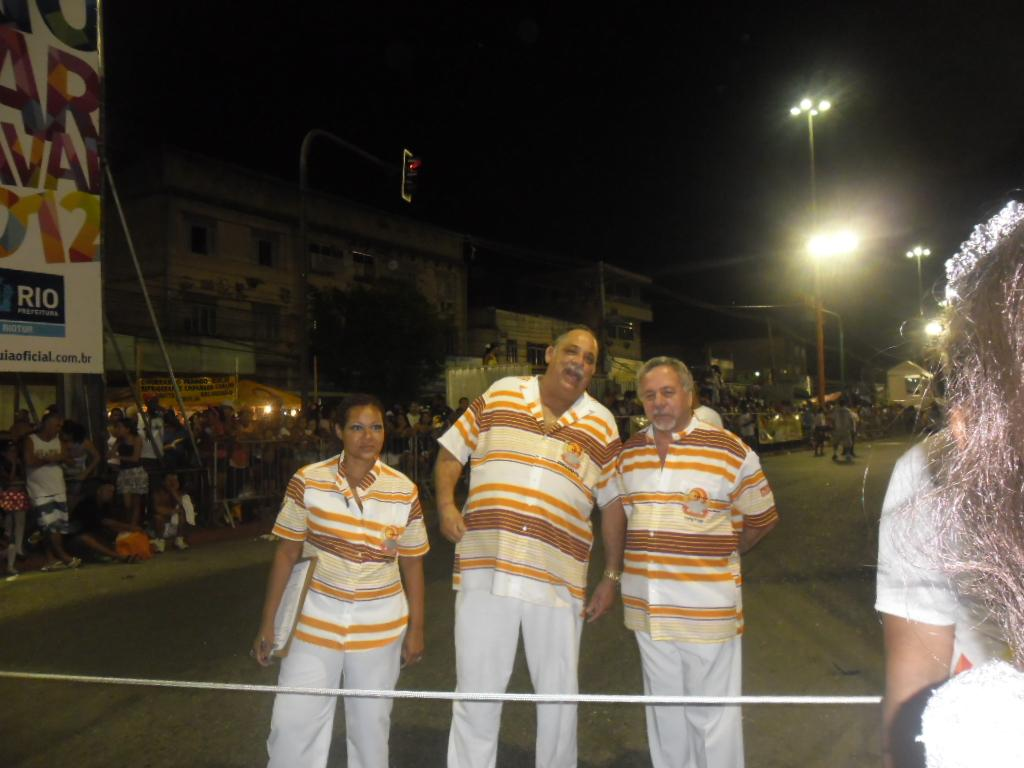
Dirigentes da AESCRJ, na Intendente Magalhães, durante o Carnaval 2012. Ao centro, Zezinho Orelha, então presidente.

Em 2011, com apoio da RIOTUR, passou a aplicar uma política de diminuição do quadro de associadas, onde ao todo, ao longo de alguns anos, dezoito escolas deveriam ser eliminadas da entidade, sendo automaticamente integradas à Federação dos Blocos.
Houve especulações de que haveria a construção, por parte da Prefeitura, de um novo Sambódromo, possivelmente no futuro Autódromo de Deodoro. A AESCRJ ainda procurava procurava terrenos em outros bairros para a construção da nova passarela. Assim, os desfiles deixariam a Intendente Magalhães, mas nada sobre isso se resolveu.
Em junho de 2012, após disputa judicial que tramitou sob o número 2008.001.58471 (apelação), onde um grupo de escolas filiadas anulou judicialmente a eleição anterior, foram convocadas novas eleições. Moisés Fernandes, então presidente do Anil foi eleito novo presidente, com a maioria absoluta dos votos. Sua chapa, que possuía Sandro Avelar, da Praça Seca como vice, derrotou a Chapa Vermelha (Hélio José) – 11 votos; a Chapa Azul (Eduardo José) – 5 votos e a Chapa branca (Carlinhos Melodia) com 2 votos.
Houve grande confusão na apuração do Carnaval 2013, cujos resultados foram muito criticados pela imprensa especializada. No grupo B, foi campeã a Em Cima da Hora, escola ligada ao grupo vencedor da eleição anterior, que fez um desfile apenas correto, enquanto o Favo de Acari apontado pela crítica como melhor escola disparado, e vencedora de melhor escola de todos os prêmios da imprensa, relativos ao Carnaval da Intendente (Elite do Samba, Samba na Veia, Oscar do Samba e Samba Net), ficou apenas com o quarto lugar, ao perder diversos pontos no quesito harmonia. Integrantes do Favo de Acari e da Engenho da Rainha, que não disputavam entre si por estarem em divisões distintas, trocaram agressões e foram detidos. No Grupo C, o Engenho da Rainha, escola ligada à diretoria da associação, ficou em terceiro lugar, à frente de escolas que tiveram desfiles considerados pela crítica como superiores. Chamou a atenção dos comentaristas também o excesso de notas 10 no quesito samba-enredo, até mesmo para sambas de qualidade musical duvidosa. Outra situação considerada controversa foi o uso de alegorias de uma escola por outra, o que é proibido. De acordo com integrantes da Vizinha Faladeira, a Anil teria usado um carro da Villa Rica.
Por fim, o fato considerado mais escandaloso por muitas escolas ocorreu no Grupo D, onde o único carro da terceira escola a desfilar, Matriz de São João quebrou no início do desfile, e teve que ser guinchado após toda a escola desfilar. O presidente da agremiação, após o desfile, já se considerava rebaixado, pois levaria nota zero em todos os jurados do quesito alegoria, ou, na melhor hipótese, levaria a nota mínima. Porém, quando os envelopes com as notas dos jurados foram abertos, a escola recebeu boas notas no quesito e obteve a quinta colocação. Este fato foi criticado inclusive por Antonio Carlos Fogueira, presidente do Favo de Acari. A escola de samba Vizinha Faladeira, uma das mais antigas do carnaval carioca, terminou em décimo lugar do grupo D, portanto, entre as três últimas, sendo rebaixada a bloco de enredo. Seus integrantes alegaram perseguição por parte da entidade, pois a escola apoiava o dirigente anterior, Zezinho Orelha, e faz parte da oposição ao grupo atual. Se a Matriz não recebesse as notas que recebeu no quesito alegoria, ela seria rebaixada ao invés da Vizinha. O presidente da Vizinha, Jorge Alexandre "Quinzinho" definiu o ocorrido como "uma punhalada pelas costas". Chokito, um dos dirigentes da AESCRJ, deu razão a escola e pediu afastamento do cargo devido ao ocorrido.
Após o Carnaval, sem se manifestar sobre as reclamações, os demais dirigentes da AESCRJ disseram que havia planos para mudar o desfile da Intendente Magalhães para o Engenhão. Houve uma articulação entre os insatisfeitos com os rumos da entidade, liderada pela Rosa de Ouro, para destituir a diretoria eleita menos de um ano antes. Uma assembleia extraordinária foi convocada na quadra da escola mas não ocorreu, e os insatisfeitos deixaram para apresentar o pedido de destituição na primeira reunião plenária do ano. Segundo o estatuto, seriam necessários 2/3 dos votos, mas em votação na plenária de Abril de 2013, presentes representantes de 37 escolas filiadas, 17 votaram pela destituição da diretoria, 17 votaram pela permanência, e 3 se abstiveram. No momento as escolas insatisfeitas buscam a revisão dos resultados e alterações na diretoria por via judicial. A Vizinha Faladeira protocolou pedido de revisão do resultado junto à Riotur e posteriormente uma ação judicial.
Em 17 de junho, as escolas Vizinha Faladeira, Flor da Mina e Tradição Barreirense conseguiram uma liminar que obrigava a associação a mantê-las na ordem de desfile oficial para o Carnaval de 2014, uma vez que o mérito principal ainda se encontra em discussão na Justiça. Por consenso, as escolas concordaram em não sortear a ordem de desfile das três escolas, para que em caso de eventual derrota judicial destas, e sua posterior retirada, os horários de desfile das demais agremiações não fossem alterados. Assim, elas foram incluídas automaticamente nas três últimas ordens de desfile.
Um pedido de dissolução da gestão de Moisés Fernandes chegou a ser protocolado, com a assinatura de 24 escolas, mas no dia da assembleia, apenas 14 escolas votaram contra a diretoria, número, portanto insuficiente..
Mesmo com a liminar obtida, Vizinha Faladeira e Flor da Mina fizeram um acordo às vésperas do Carnaval, desistindo de desfilar em 2014, mas retornando em 2015. A Tradição Barreirense, por suas vez, desistiu da ação e se filiou novamente à Federação dos Blocos.
Cerca de três semanas antes do Carnaval, após a festa de lançamento CD da AESCRJ 2014, na quadra do Arranco, no Engenho de Dentro, o presidente Moisés Fernandes foi baleado, quando trafegava de carro, próximo à entrada da Linha Amarela. Levado para o hospital, seu estado de saúde foi considerado grave e acreditava-se que não sobreviveria, pelo que foi sucedido por seu vice Sandro Avelar, empossado presidente interino antes do Carnaval.
Surpreendentemente, em maio, Moises retornou, já recuperado, presidindo plenária. Em agosto finalmente Sandro Avelar foi destituído da diretoria, juntamente com seus partidários.
Também foram decididas mudanças no cronograma de desfiles para 2015, com o desfile do Grupo B acontecendo em 2 dias (o domingo e segunda de carnaval), coincidindo com o Grupo Especial; além da mudança do Grupo C para a terça-feira, do Grupo D para a sexta feira anterior ao carnaval, e ainda a volta do grupo E, como um grupo de avaliação.
No final de 2014 a LIERJ recebeu a proposta de afiliação das escolas dos grupos B, C e D da AESCRJ a fim de conseguirem a liberação da subvenção da Riotur. com isso, a Associação não organizou os desfiles dos grupos B, C e D em 2015. mas haveria a decisão dessas agremiações resolverem retornar a AESCRJ, o que não aconteceu fazendo com que fossem criadas a LIESB e Samba é Nosso e mais tarde, a ACAS.

## Presidentes
| Presidente               | Ref.          |
| ------------------------ | ------------- |
| Amaury Jório             | [ 27 ] [ 28 ] |
| Milton Costa             | [ 28 ]        |
| Alcione Barreto          | [ 28 ] [ 29 ] |
| Nei Roriz                | [ 28 ]        |
| Eduardo Jorge            | [ 28 ]        |
| Jorge Andrade            | [ 28 ]        |
| Daniel Fernandes         | [ 28 ]        |
| José Gustavo Diamante    | [ 28 ]        |
| Walter Teixeira da Silva | [ 4 ] [ 28 ]  |
| Zezinho Orelha           | [ 4 ]         |
| Moisés Fernandes         | [ 10 ] [ 30 ] |
| Sandro Avelar (interino) | [ 30 ]        |